# Gaueko
En basque, Gaueko signifie littéralement « celui de la nuit ». Un dicton dit Le jour pour celui du Jour et la nuit pour celui de la Nuit. Celui du Jour, c'est l'homme, qui vaque à ses occupations dans la journée, mais qui doit être la nuit dans l'abri du foyer. La nuit, qu'elle soit délimitée par les angélus du soir et du matin, ou entre minuit et le premier chant du coq, est le domaine de Gaueko. Il représente toutes les forces mystérieuses, les démons, les êtres fantastiques qui reprennent alors tous leurs pouvoirs. Il conditionne l'interdit : l'homme (et surtout la femme, d'ailleurs, principale fautive et victime) qui sort la nuit est enlevé et on ne le retrouve jamais. De nombreuses légendes, comme celle de Xaindia, racontent l'enlèvement d'une femme ou d'une jeune fille par des esprits, des diables, le Basajaun, ou Gaueko lui-même, sous une de ses apparences diverses : une vache, un lion, un chien...
Parfois Gaueko apparaissait comme une lumière dans la nuit, sur des hauteurs, les sommets des arbres, des rochers, on l'appelait alors Gauargi. Plus tard Gauargi est devenu le gardien de la nuit, puis une sorte de génie de la nuit sans fonction précise. Un autre génie ou lutin nocturne, se manifestant également par des lumières, est appelé Argiduna.

## Sources et bibliographie
- Claude Labat, Libre parcours dans la mythologie basque : avant qu'elle ne soit enfermée dans un parc d'attractions, Bayonne; Donostia, Lauburu ; Elkar, 2012, 345 p. (ISBN 9788415337485 et 8415337485, OCLC 795445010)
- José Miguel Barandiaran et traduit et annoté par Michel Duvert, Dictionnaire illustré de mythologie basque [« Diccionario Ilustrado de Mitología Vasca y algunas de sus fuentes »], Donostia, Baiona, Elkarlanean, 1993, 372 p. [détail des éditions] (ISBN 2903421358 et 9782903421359, OCLC 416178549)
- José Miguel Barandiaran (trad. Olivier de Marliave, préf. Jean Haritschelhar, photogr. Claude Labat), Mythologie basque [« Mitología vasca »], Toulouse, E.S.P.E.R, coll. « Annales Pyrénéennes », 1989, 120 p. [détail des éditions] (ISBN 2907211056 et 9782907211055, OCLC 489680103)
- Wentworth Webster (trad. Nicolas Burguete, postface Un essai sur la langue basque par Julien Vinson.), Légendes basques : recueillies principalement dans la province du Labourd [« Basque legends »], Anglet, Aubéron, 1er octobre 2005 (1re éd. 1879), 328 p. [détail de l’édition] (ISBN 2844980805 et 9782844980809, OCLC 469481008)
- Jean-François Cerquand, Légendes et récits populaires du Pays Basque : Recueillis dans les provinces de Soule et de Basse-Navarre, Bordeaux, Aubéron, 2006 (1re éd. 1876), 338 p. [détail de l’édition] (ISBN 2844980937 et 9782844980939, OCLC 68706678, lire en ligne)